# De Haven (Schiff, 1944)
Die USS De Haven (DD-727) war ein Zerstörer der Allen-M.-Sumner-Klasse. Sie war das zweite Schiff der United States Navy, das nach dem Seefahrer und Polarforscher Edwin De Haven benannt wurde. Der Stapellauf erfolgte am 9. Januar 1944 in Bath (Maine). Am 31. März 1944 wurde John B. Dimmick zum ersten Kommandanten des Zerstörers.

## Geschichte
Die erste Mission der De Haven war das Eskortieren des Flugzeugträgers Ranger vom Hafen Norfolk zur Marinebasis Pearl Harbor. Hier wurde sie Teil der amerikanischen 7. Flotte. Nach Aufträgen im Südchinesischen Meer nahm die De Haven an der Schlacht um Iwojima sowie der Schlacht um Okinawa teil. Am 2. September 1945 war sie bei der Unterzeichnung der Kapitulation Japans in der Tokioter Bucht anwesend. Am 20. September fuhr sie zurück in Richtung der Vereinigten Staaten und kam am 15. Oktober in San Francisco an.

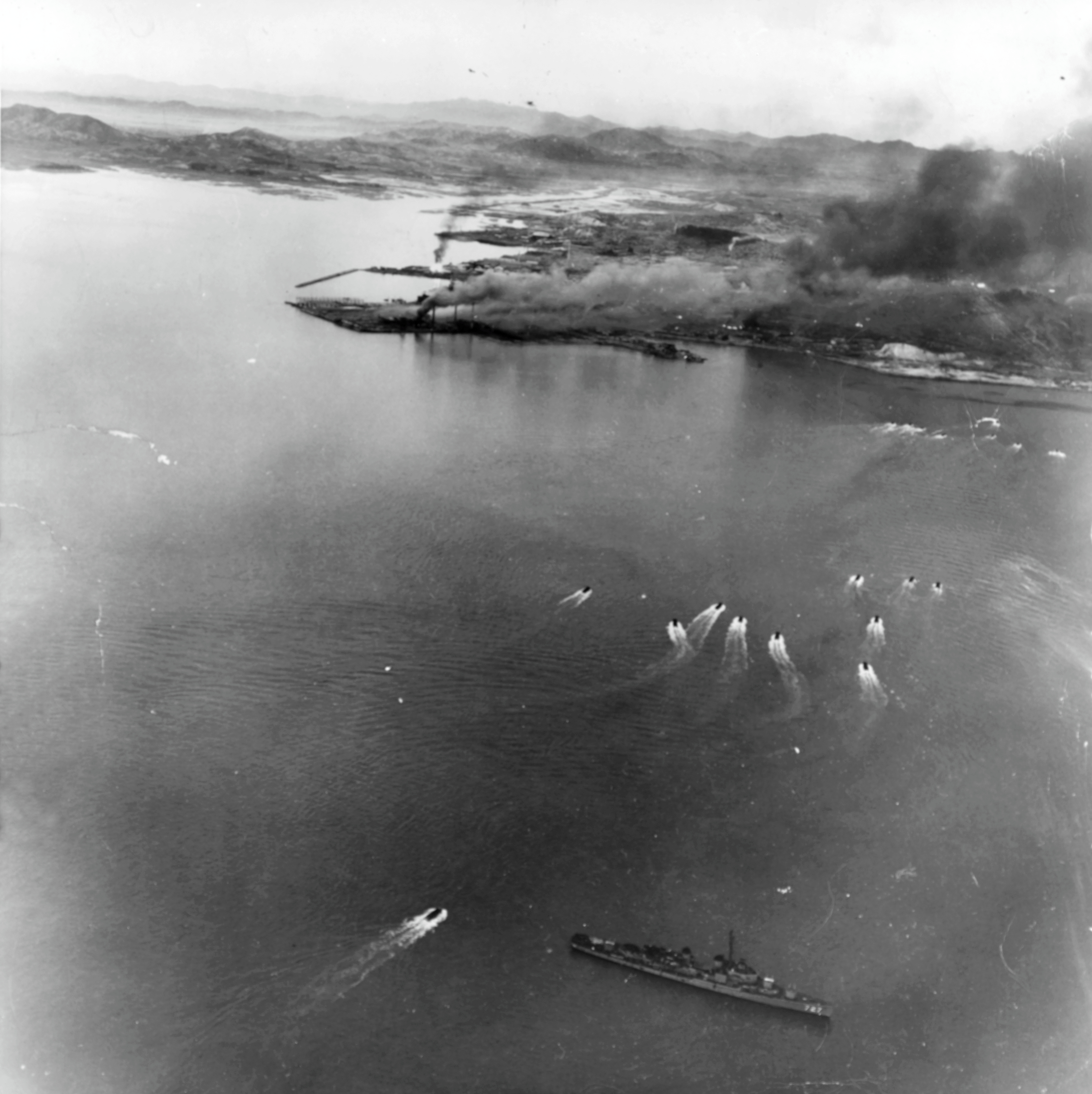
Die De Haven (mittig am unteren Rand) gibt Landungsbooten Feuerschutz (Incheon, 15. September 1950)

Nach der Invasion von Südkorea am 25. Juni 1950 hatte die De Haven die Aufgabe, vor der koreanischen Küste zu patrouillieren. Sie unterbrach kurzzeitig ihre Patrouille, um der Rückeroberung Incheons zu helfen, wofür ihr die Navy Unit Commendation verliehen wurde. Am 18. November 1950 kehrte sie nach San Diego zurück. Ihre zweite Koreatour dauerte vom 18. Juni 1951 bis zum 17. Februar 1952, worin sie hauptsächlich in der Seeblockade agierte.
1962 führte die De Haven Patrouillen der nach ihr benannten Operation Desoto durch.
Am 5. Dezember 1973 wurde die De Haven an Südkorea übergeben, wo sie auf den Namen Incheon umgetauft wurde. 1993 wurde sie verkauft und verschrottet.